# أميرة (اسم)
أَمِيْرَة هو اسم علم مؤنث من أصل عربي، ومعناه هو مؤنث أمير وهي متولية الإمارة والقائدة.

## أسماء
- أميرة فيليخاخن